# Suðurstrandarvegur
Der Suðurstrandarvegur  ist eine Hauptstraße im Südwesten von Island.
Sie verläuft an der Südküste der Halbinsel Reykjanes zwischen den Orten Grindavík und Þorlákshöfn und zweigt nach Osten vom Grindavíkurvegur  ab.
Im Ort heißt die Straße  Austurvegur.
Etwa vier Kilometer von Grindavik entfernt muss der Berg Festarfjall umfahren werden, hier ist die Straße nur knapp 4 km vom Vulkanausbruch in den Geldingadalir entfernt.
Der Vigdísarvallavegur  zweigt nach Norden ab.
Nach 24 km trifft diese Hochlandstraße auf den Krýsuvíkurvegur.

## Vulkanausbruch 2021
Sie musste im März 2021 zeitweise gesperrt werden, weil es große Risse im Fahrbahnbelag gab. Die Ursache sind Erdbeben und einstöhmende Lava vor dem Geldingadalagos.
Über den Suðurstrandarvegur sind die Geldingardalir zu erreichen.
Wegen des bis zu fünffachen Verkehrsaufkommens ist die zulässige Geschwindigkeit auf 30 km/h reduziert.
Zeitweise war die Durchfahrt vollständig verboten oder die Straße durfte nur in östlicher Richtung befahren werden.

## Geschichte
Früher hieß die Strecke zwischen Grindavík und Krýsuvík Ísólfssálavegur mit der Nummer 427.
Der weitere Verlauf bis Þorlákshöfn gehörte zum Krýsuvíkurvegur.
Die Straße wurde zwischen 2009 und 2011 neu angelegt und dabei um 14 km verkürzt.